# Tetraceratops
Tetraceratops insignis — вимерлий синапсид ранньої стадії пермського періоду, який раніше вважався найдавнішим відомим представником Therapsida, групи, яка включає ссавців та їхніх близьких вимерлих родичів. Його відомо з одного черепа довжиною 90 міліметрів, виявленого в Техасі в 1908 році. Згідно з дослідженням 2020 року, його слід класифікувати як примітивний нетерапсидний сфенакодонт, а не справжній базальний терапсид.

## Опис
Тетрацератопс відомий з одного черепа довжиною 90 міліметрів, виявленого в Техасі на початку 1900-х років. Згідно з назвою Tetraceratops має шість „рогів“: одна пара розташована на передщелепних кістках, одна пара на передфронтальних кістках і одна пара на кутових відростках нижньої щелепи. Коли його виявили та описали в 1908 році, череп все ще був вбудований у матрицю, і було видно лише передщелепну та префронтальну пари. Отже, за життя він нагадував би велику ящірку з чотирма рогами на морді та парою великих шипів, що виходять із кутів щелепи.
Окрім рогів, тетрацератопс також мав вражаючий набір зубів. Друга пара зубів на верхньощелепних кістках була великою і схожою на ікла. Так само перші зуби на верхній щелепі були довгими і нагадували кинджал.

## Класифікація
Спочатку тетрацератопс був ідентифікований як член групи під назвою Pelycosauria, еволюційного класу синапсидів, більш базального, ніж терапсиди. Його по-різному об’єднують у родину Sphenacodontidae, яка тісно пов’язана з Therapsida, і Eothyrididae, яка є більш віддаленою. Нещодавні філогенетичні дослідження класифікують його як синапсид пелікозавра або як базовий терапсид, що робить його точне філогенетичне розташування неясним. Однак нове дослідження Спіндлера (у пресі) прийшло до висновку, що немає переконливих морфологічних доказів для терапсидного розміщення Tetraceratops і що цей рід краще поставити як базальний сфенакодонт.